# Університет Шеффілда
Університет Шеффілда (англ. University of Sheffield, Sheffield University) — один з найвідоміших університетів Великої Британії, був заснований в 1828 році. Багаторазовий (1998, 2000, 2002, 2007 роки) лауреат Королівської премії року. У 2011-му отримав нагороду «Університет року» від провідного спеціалізованого британського видання The Times Higher Education. За версією The Guardian, університет займає 33-у сходинку в списку найкращих навчальних закладів Великої Британії. У рейтингу найкращих вишів світу QS World University Rankings зайняв у 2011 році 72-ге місце. П'ять призерів Нобелівської премії — випускники University of Sheffield.
Штаб-квартира The University of Sheffield International Faculty — CITY College — розташована в Салоніках (Греція). Executive MBA-програму навчальний заклад надає в країнах Східної Європи вже протягом 20 років. Програма здійснюється у Києві з 2010 року і дає змогу здобути ступінь магістра ділового адміністрування по п'яти спеціалізаціями — General Management, Logictics, Finance, Marketing, Health Care.
Серед випускників програми Executive MBA від CITY College / The University of Sheffield — співробітники Vodafone, Microsoft, Coca Cola, Abbott, UniCredit, PriceWaterhouse Coopers, Європейського банку реконструкції та розвитку, ООН, Світового банку.